# Envolver
Envolver è un singolo della cantante brasiliana Anitta, pubblicato l'11 novembre 2021 come quarto estratto dal quinto album in studio Versions of Me.

## Promozione
Anitta si è esibita con un medley contenente sia la versione remix del pezzo, a fianco di Justin Quiles, sia No chão novinha nell'ambito del Premio Lo Nuestro, tenutosi il 24 febbraio 2022. Il 5 agosto successivo è stata confermata l'esibizione dell'artista con il brano agli MTV Video Music Awards 2022.
Envolver è stata anche spinta dalla challenge «El paso de Anitta», premiata con un Premio Juventud.

## Video musicale
Il video musicale, diretto dall'interprete stessa, è stato reso disponibile in concomitanza con l'uscita del brano ed è stato riconosciuto con l'MTV Video Music Award al miglior video latino, segnando la prima vittoria per un artista brasiliano nella storia della cerimonia.

## Tracce
Testi e musiche di Larissa de Macedo Machado, Cristian Andres Salazar, Freddy Montalvo, Jose Carlos Cruz e Julio Manuel Gonzalez.
Download digitale, streaming
1. Envolver – 3:13

Download digitale, streaming – remix
1. Envolver (Remix) (con Justin Quiles) – 3:02

## Formazione
- Anitta – voce
- Subelo Neo – produzione
- Colin Leonard – mastering
- Freddy Neo – missaggio
- Jean Rodriguez – registrazione

## Successo commerciale
Envolver ha permesso alla cantante di divenire la prima artista brasiliana e latina solista ad avere un singolo in vetta alla classifica giornaliera generale di Spotify, totalizzando 6,9 milioni di stream; record successivamente riconosciuto dal Guinness dei primati.
Negli Stati Uniti il singolo ha segnato il primo ingresso da solista di Anitta nella Billboard Hot 100, debuttando alla 74ª posizione e divenendo in questo modo il piazzamento più alto per un artista brasiliano nel ventunesimo secolo. Contemporaneamente ha svettato la Billboard Global Excl. U.S. con 54,4 milioni di stream e 1 000 download digitali.

## Classifiche

### Classifiche settimanali
| Classifica (2022)     | Posizione massima |
| --------------------- | ----------------- |
| Argentina             | 13                |
| Belgio (Vallonia)     | 36                |
| Bolivia               | 2                 |
| Brasile               | 1                 |
| Canada                | 100               |
| Cile                  | 11                |
| Colombia              | 15                |
| Costa Rica            | 8                 |
| Ecuador               | 3                 |
| Francia               | 53                |
| Grecia                | 20                |
| Irlanda               | 22                |
| Italia                | 43                |
| Lituania              | 18                |
| Lussemburgo           | 12                |
| Messico               | 3                 |
| Paraguay              | 4                 |
| Perù                  | 20                |
| Portogallo            | 2                 |
| Repubblica Dominicana | 6                 |
| Spagna                | 13                |
| Stati Uniti           | 70                |
| Svizzera              | 20                |

### Classifiche di fine anno
| Classifica (2022) | Posizione |
| ----------------- | --------- |
| Belgio (Vallonia) | 104       |
| Brasile           | 28        |
| Francia           | 161       |
| Paraguay          | 43        |
| Spagna            | 55        |
| Svizzera          | 93        |
| Classifica (2023) | Posizione |
| Portogallo        | 134       |

## Date di pubblicazione
| Paese  | Data             | Formato                      | Versione  | Nota   |
| ------ | ---------------- | ---------------------------- | --------- | ------ |
| Mondo  | 11 novembre 2021 | Download digitale, streaming | Originale | [ 39 ] |
| Mondo  | 17 febbraio 2022 | Download digitale, streaming | Remix     | [ 40 ] |
| Italia | 25 marzo 2022    | Contemporary hit radio       | Originale | [ 41 ] |